# Stadt- und Hochstiftmuseum

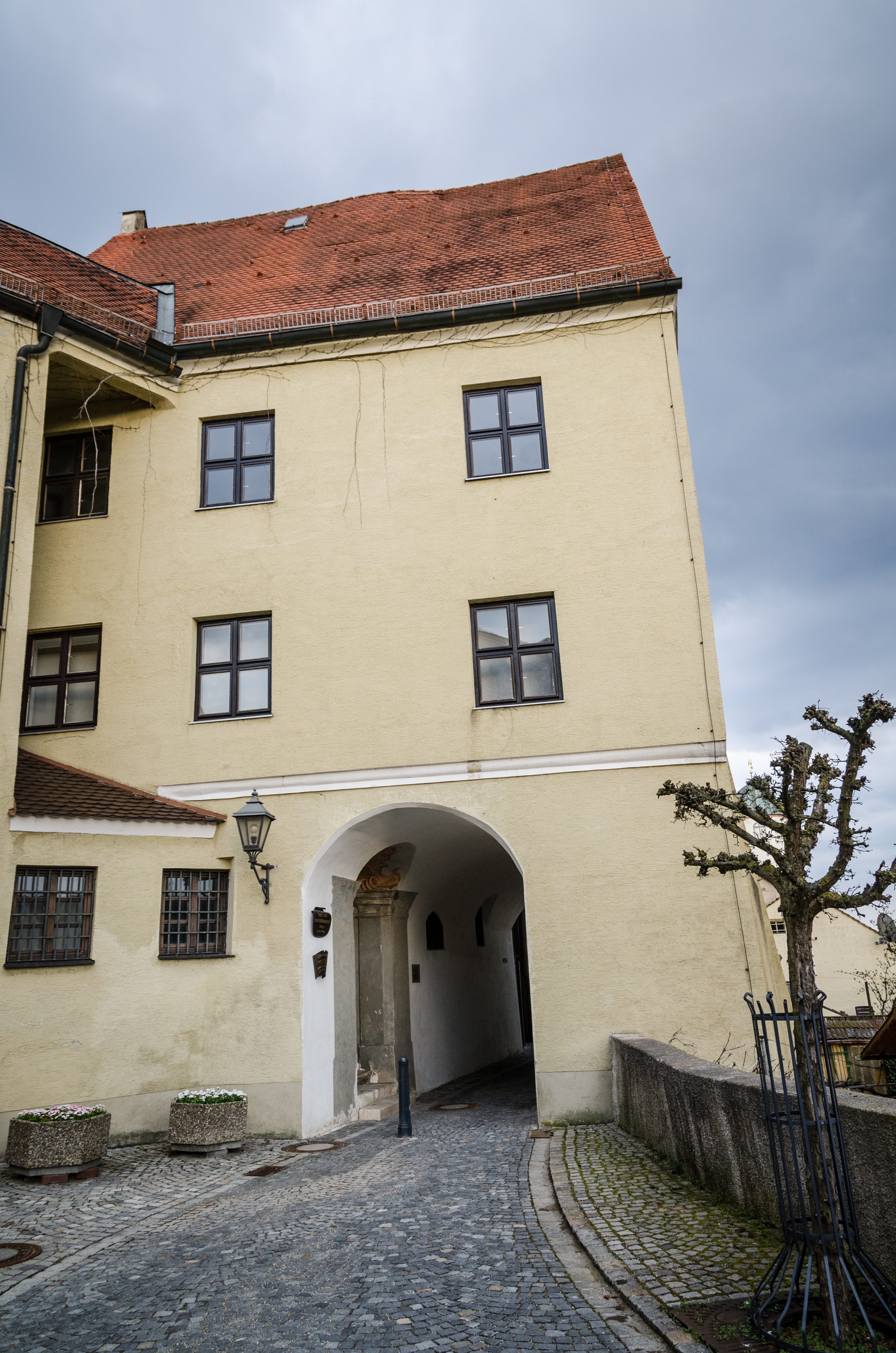
Stadt- und Hochstiftmuseum im Unteren Stiftshaus

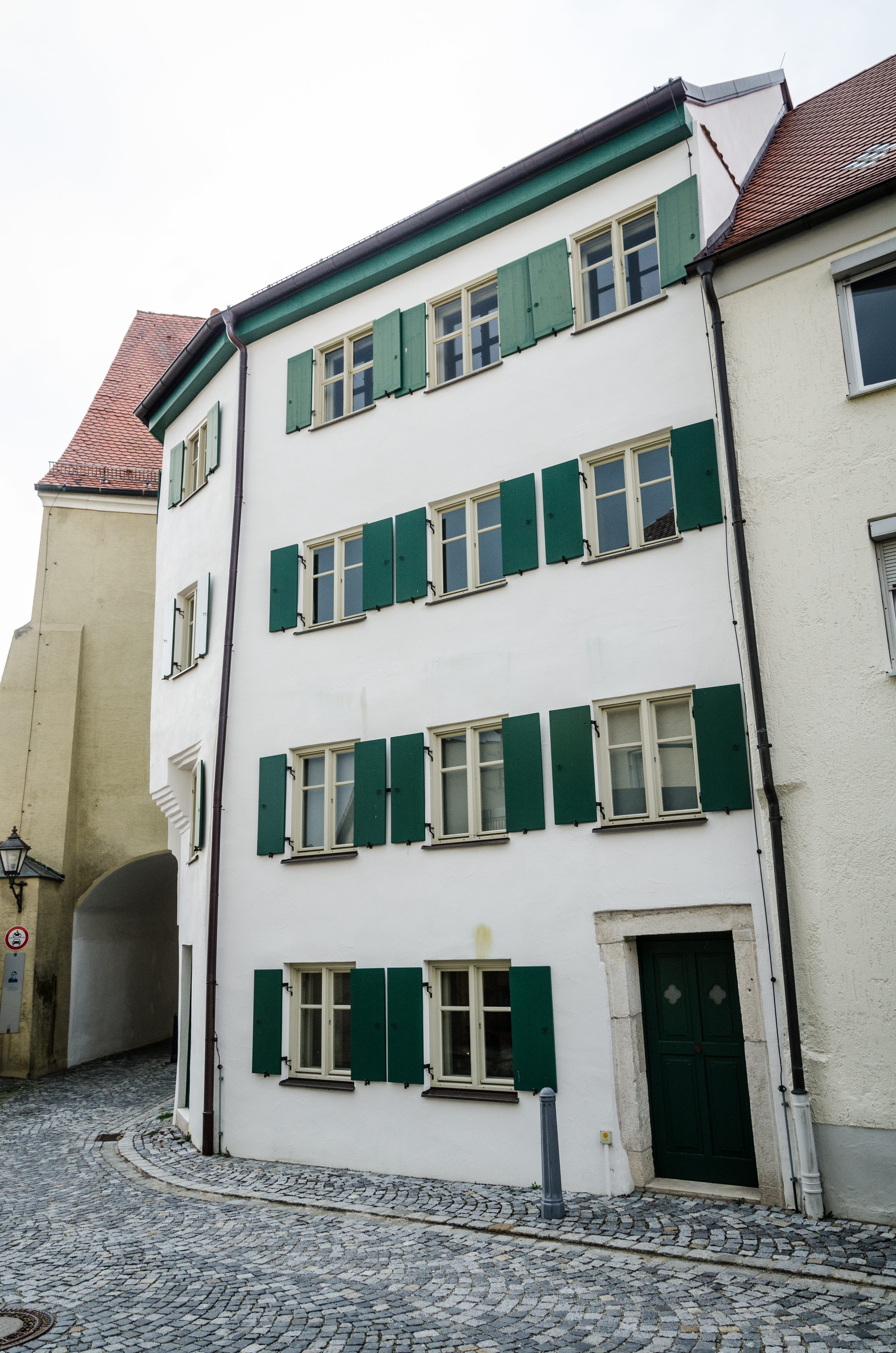
Stadt- und Hochstiftmuseum im Angerer-Haus

Das Stadt- und Hochstiftmuseum ist ein archäologisches, kulturgeschichtliches und stadtgeschichtliches Museum in Dillingen an der Donau in Bayern.

## Geschichte
Die Geschichte des Museums ist eng mit der des Historischen Vereins Dillingen verbunden. Der 1888 gegründete Verein hatte sich den Erhalt, Erwerb und die Aufbewahrung urgeschichtlicher und geschichtlicher Gegenstände sowie Erzeugnisse der Volkskunst und Volkskunde zur Aufgabe gemacht. Ein Privatier stiftete 16 Kisten gesammelter Altertümer aus Aislingen und Umgebung. Mit der Johanneskapelle des Dillinger Schlosses fand sich ein erster Raum zur Unterbringung der Sammlung und einer Bibliothek. Das Museum der Stadt und des Historischen Vereins Dillingen wurde Ende Juli 1889 eröffnet.
Durch Grabungsfunde und weitere Schenkungen wuchs der Museumsbestand rasch an. Platzmangel und der schlechte bauliche Zustand der Kapelle machten die Suche nach neuen Räumlichkeiten nötig. Aufgrund von Gutachten, die den historischen Wert der Sammlung bestätigten, empfahl die Regierung von Schwaben und Neuburg einen Neubau des Museums. Der Münchner Architekt Gabriel von Seidl legte 1907 einen Entwurf für ein neubarockes Museumsgebäude mit Eingangshalle, Ausstellungsräumen, Bibliothek und Archiv vor. Hohe Baukosten und die Absage staatlicher Zuschüsse machten die Hoffnung auf eine Realisierung zunichte. Ende 1909 beschloss der Stadtmagistrat, dem Verein das obere Stockwerk der ehemaligen Hofstallkaserne zu überlassen. In den am 18. September 1910 eröffneten Räumen blieb das Museum bis 1972.
Nach dem Zweiten Weltkrieg ging das Interesse am Museum stark zurück. Eine Initiative aus dem Jahr 1962, ein Stadt- und Hochstiftmuseum neu einzurichten, wurde zehn Jahre später wieder aufgegriffen, nachdem die Kreis- und Stadtsparkasse als neue Eigentümerin der Hofstallkaserne das Gebäude für sich beanspruchte. Die Stadt Dillingen kaufte 1973 das ehemalige Untere Stiftshaus am Hafenmarkt 11 als Museumsgebäude. In einem Vertrag verpflichteten sich die Stadt zum Ausbau, Unterhalt und Betrieb des Museums und der Historische Verein zur unentgeltlichen Überlassung seiner Sammlung. 1981 fand die Ausstellung 300 Jahre Garnison Dillingen im noch unfertigen Museum statt. Nach Umbau und Renovierung konnten am 2. Dezember 1983 vier Abteilungen der neuen Dauerausstellung eröffnet werden. Bis zum 100-jährigen Bestehen des Historischen Vereins im Jahr 1988 wurden weitere Abteilungen fertiggestellt. Zur Erweiterung des Museums erwarb die Stadt das benachbarte Angerer-Haus am Hafenmarkt 12 und richtete darin bis 2008 neben einem barrierefreien Zugang weitere Ausstellungsräume ein.

## Dauerausstellung

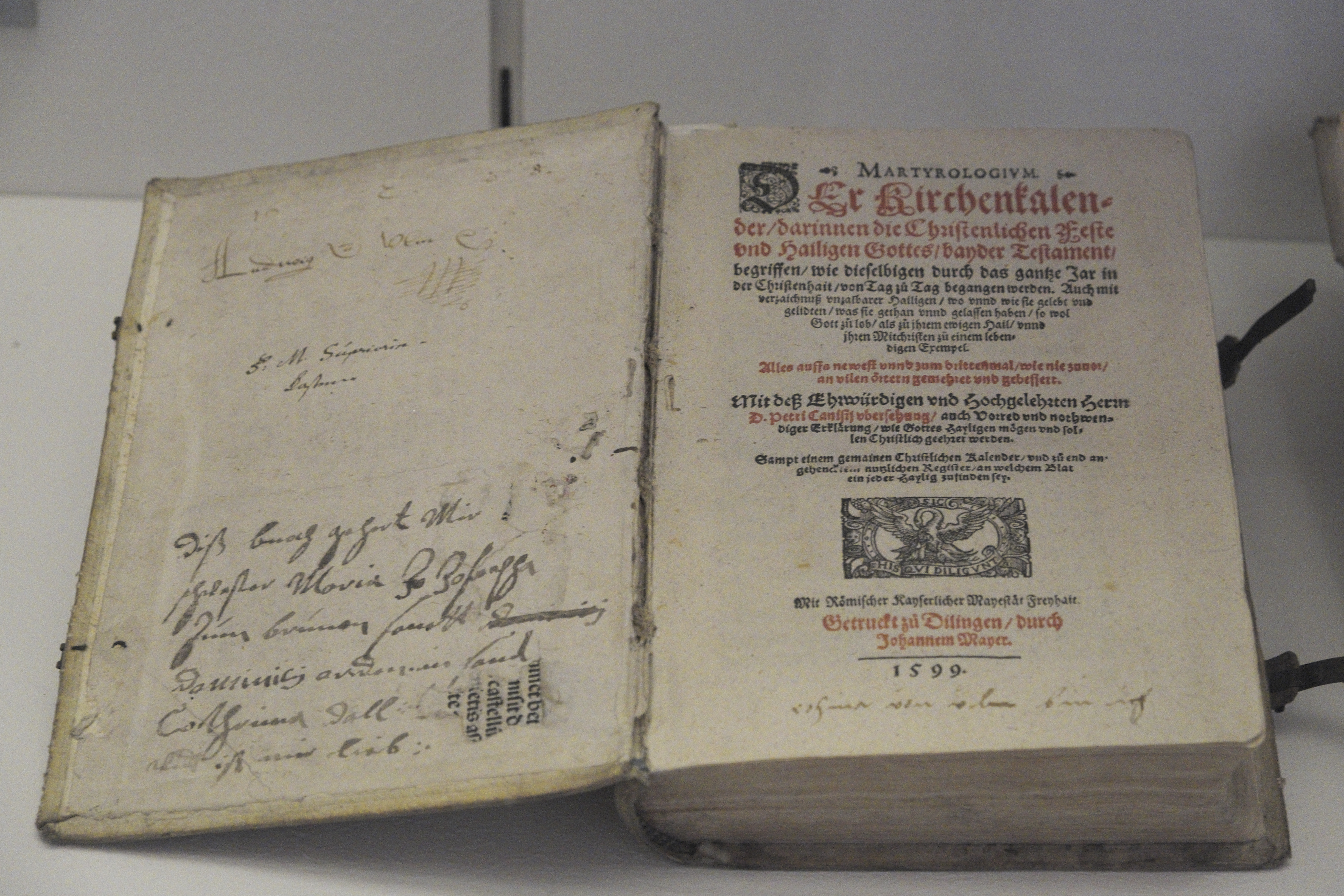
Kirchenkalender von 1599

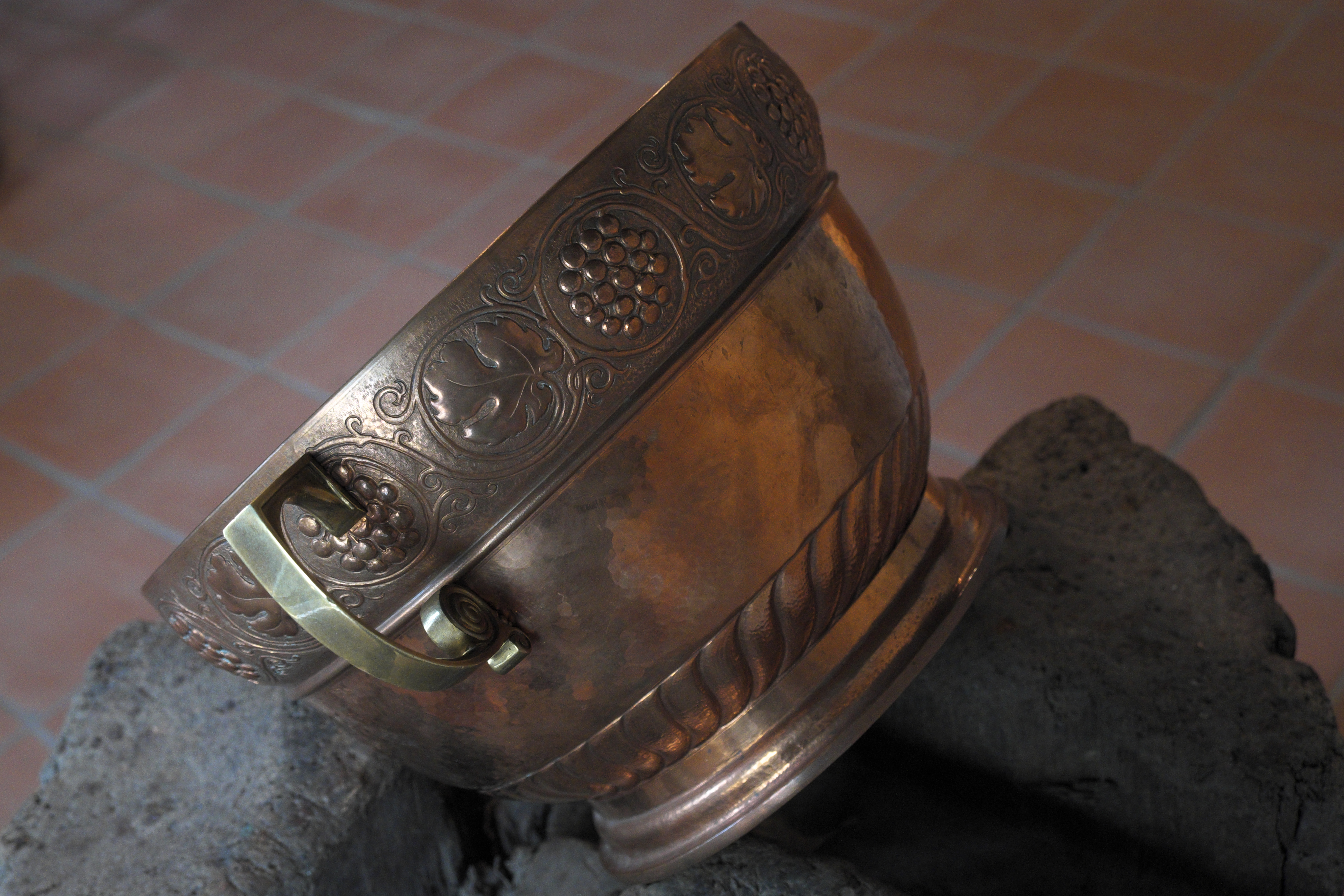
Kupferkessel

Die Dauerausstellung des Stadt- und Hochstiftmuseums ist in folgende Themenbereiche gegliedert:
Druck und Druckerei in Dillingen
Ausstellung theologischer Schriften zur Gegenreformation aus dem süddeutschen Raum, in Kooperation mit der Jesuiten-Universität.
Archäologie
Bodenfunde des Landkreises Dillingen von der Jungsteinzeit bis ins Hochmittelalter. Besonders eindrucksvoll wird die Geschichte der Völkerwanderungs- und Merowingerzeit durch zahlreiche, wertvolle Grabbeigaben aus dem alamannischen Gräberfeld von Schretzheim präsentiert.
Kulturgeschichtliche Entwicklung der Stadt
Exponate, die für die geistliche und weltliche Entwicklung der Stadt Dillingen von Bedeutung sind. Zwei Räume beherbergen die Militärgeschichte der Stadt.
Handwerk in Dillingen
Im Dachgeschoss werden Inventare des letzten Stadtfischers, einer Schusterei, einer Drechslerei, einer Schäfflerei, einer Kaltmangel und einer Zimmerei gezeigt.
Mittelalterliche Strafjustiz
In den Kellerräumen vermittelt eine kleine Ausstellung in den restaurierten Gefängniszellen der Zeit nach der Säkularisation die historische Rechtsumsetzung. Eine Zelle dokumentiert das Leben und den Tod des in Dillingen hingerichteten „Bayerischen Hiasl“ Matthias Klostermayr.
Innenhof
Der Innenhof beherbergt die rekonstruierte historische Weigand-Schmiede.
Angerer-Haus
Im Eingangsbereich wird an den Pfarrer Sebastian Kneipp und die Anfänge seiner Wassertherapie in Dillingen erinnert. Im Erdgeschoss ist die Einrichtung einer Kupferschmiede mit Esse, Blasebalg und Werkzeugen nachgestellt, wie sie von mehreren Generationen der Familie Angerer betrieben wurde. In den oberen Stockwerken sind Werke Dillinger Künstler zu sehen, darunter Holzschnitte von Heinrich Vogtherr dem Älteren und Gemälde des Porträtmalers und Zeichners Hugo von Habermann. Ein Raum ist den Gründern der Regens-Wagner-Stiftungen, dem Regens des Dillinger Priesterseminars Johann Evangelist Wagner und der Franziskanerin Theresia Haselmayr gewidmet. Der in Dillingen am Hafenmarkt geborene Wilhelm Bauer wurde als Konstrukteur des ersten deutschen Unterseeboots bekannt. Die Ausstellung zeigt persönliche Erinnerungsstücke, Dokumente und Zeichnungen sowie eine Medienstation mit Informationen zum Brandtaucher.